# Rainer Bauböck
Rainer Bauböck (* 1953 in Ried im Innkreis) ist ein österreichischer Soziologe, Politologe und Migrationsforscher.
Bauböck studierte Soziologie und Psychologie an der Universität Wien und wurde dort 1977 promoviert (Dissertation: Wohnungspolitik im sozialdemokratischen Wien 1919 bis 1934). Danach studierte er zwei Jahre Politikwissenschaft als Postgraduierter am Institut für Höhere Studien in Wien und habilitierte sich in Innsbruck mit einer Arbeit über transnationale Staatsbürgerschaft. 1986 bis 1999 forschte er und lehrte er als Professor am Institut für Höhere Studien. Seit 2007 ist er Professor für Politologie am Europäischen Hochschulinstitut in Florenz.
Er forscht über Normative Politische Theorie, vergleichende Untersuchungen zu Staatsbürgerschaften in Demokratien, Europäische Integration, Migration, Nationalismen und Minderheitenrechte.
Er war Gastwissenschaftler und Gastprofessor bei der Bellagio Rockefeller Foundation (2006), an der Yale University (2005), an der Universität Pompeu Fabra in Barcelona (2003), an der University of Bristol (2002), an der Central European University in Budapest, an der Universität Malmö (2000/2001), am Institute for Advanced Study in Princeton und der Princeton University (1998/99) sowie an der University of Warwick (1990/91). Er lehrte auch regelmäßig an den Universitäten Wien und Innsbruck.
Seit 2013 ist er korrespondierendes Mitglied der Österreichischen Akademie der Wissenschaften. Er ist Ehrendoktor der Universität Malmö.
Bauböck war 2003 bis 2005 Präsident der Österreichischen Gesellschaft für Politikwissenschaft. 2006 erhielt er den Europäischen Latsis-Preis, 2023 den Preis der Stadt Wien für Geistes- und Sozialwissenschaften.

## Schriften
- Wohnungspolitik im sozialdemokratischen Wien 1919-1934, Verlag Neugebauer, Salzburg 1979, ISBN 978-3853760246.
- mit Patrik-Paul Volf: Wege zur Integration – Was man gegen Diskriminierung und Fremdenfeindlichkeit tun kann, Klagenfurt: Drava Verlag 2001, pdf
- mit Maarten Vink: Citizenship Configurations: analysing the multiple purposes of citizenship regimes in Europe. Contemporary European Studies, Band 11, 2013,  S. 621–648.
- Transnational citizenship. Membership and Rights in International Migration,  Aldershot: Elgar 1994
- Temporary Migrants, Partial Citizenship and Hypermigration. Critical Review of International Social and Political Philosophy, Band 14, 2011, S.  S. 665–693.
- mit Thomas Feist: Transnationalism and Diaspora. Concepts, Theories and Methods.; Amsterdam: Amsterdam University Press 2010.
- Stakeholder Citizenship and Transnational Political Participation: A Normative Evaluation of External Voting. Fordham Law Review, Band  75, 2007,  S. 2393–2447.